# Juan López Turró
Juan López Turró (Barcelona, 9 de mayo de 1892-¿?) fue un futbolista español que jugaba como delantero. De baja estatura y delgado, destacó por su juego efectivo, teniendo poca formalidad para meter el balón al fondo de la red. Sus mejores años fueron en la segunda mitad de la década de 1910, donde fue titular indiscutible en el Espanyol y habitual con la selección catalana.

## Carrera

### Carrera de clubes
Nacido en Barcelona, comenzó a jugar al fútbol en las categorías inferiores del Espanyol en 1905, llegando al primer equipo en 1909, donde jugó durante 8 temporadas, coincidiendo junto a Ricardo Zamora en su última temporada en el club, y siendo fundamental para ayudar al Espanyol a alcanzar la final de la Copa del Rey de fútbol 1915, que perdió 0-5 ante el Athletic Club de Bilbao. Posteriormente fichó por el Universitary SC en 1917, con el que jugó sólo un año, regresando al final de la temporada de 1918 al Espanyol, donde jugó hasta 1922.
Rara vez salía al terreno de juego a menos que hubiera partido, por lo que casi nunca entrenaba, lo que no era raro en aquellos tiempos, pero a pesar de eso, se convirtió en uno de los jugadores más emblemáticos de su época.

### Carrera internacional
Siendo jugador del Espanyol, fue convocado varias veces para jugar con la selección de fútbol de Cataluña, y en mayo de 1916, formó parte de la selección catalana que ganó la segunda edición de la Copa del Príncipe de Asturias de 1916, competición interregional organizada por la Real Federación Española de Fútbol (RFEF).

## Honores

### Club
Espanyol
Copa del Rey:
- Subcampeón (1): 1915

### Internacional
Cataluña
Copa Príncipe de Asturias:
- Campeones (1): 1916